# Vincent Teresa
Vincent Teresa, detto Fat Vinnie (Revere, 1930 – Seattle, febbraio 1990), è stato un mafioso e collaboratore di giustizia statunitense, membro della Famiglia Patriarca.
Di origini siciliane, Teresa fu luogotenente dei Patriarca nella parte settentrionale dell'area metropolitana di Boston (la Famiglia aveva la propria base, nonché area d'origine, nel Rhode Island), contendendosi strenuamente con le locali organizzazioni criminali irlandesi-americane, prime fra tutte la Winter Hill Gang, il controllo totale del territorio tra gli anni sessanta e gli anni settanta.
Ritiratosi poi a vita privata, scrisse un memoriale intitolato La Mia Vita Nella Mafia (My Life In The Mafia), ispirato proprio alla sua vita criminale a Boston, negli anni sessanta, in cui tra le altre cose raccontò dei vari conflitti tra bande anche presso Charlestown e Somerville, nel Massachusetts.
Teresa morì a causa di un tumore ad un rene nel 1990. Si presume, con alcune dichiarazioni rese negli anni settanta, abbia contribuito ad accertare l'innocenza di Sacco e Vanzetti.
| Controllo di autorità | VIAF (EN) 79310636 · ISNI (EN) 0000 0000 5636 5341 · SBN PALV023956 · LCCN (EN) n50007658 · J9U (EN, HE) 987007462918705171 · NDL (EN, JA) 00458487 |